# Novi Sip
Novi Sip (em cirílico:Нови Сип) é uma vila da Sérvia localizada no município de Bor, pertencente ao distrito de Bor, na região de Ključ. A sua população era de 909 habitantes segundo o censo de 2002.

## Demografia
| 1948 | 1953 | 1961 | 1971  | 1981 | 1991 | 2002 |
| ---- | ---- | ---- | ----- | ---- | ---- | ---- |
| 682  | 746  | 625  | 1 646 | 956  | 812  | 909  |